# GIZA studio
GIZA Studio est une société d'édition de disque d'origine japonaise installée dans l'arrondissement de Nishi-ku à Ōsaka et appartenant au groupe Being Inc.. Tout comme les autres filiales du groupe (Zain Records, Rooms Records, B-Gram Records, BMFC, Vermillion Records et Northern Music), la tâche principale de cette société est de révéler de nouveaux talents et de les produire. C'est à cet effet qu'est créée la GIZA CREATORS SCHOOL.

## Historique

### Origine et création
L'entreprise fut fondée le 1er septembre 1998 à Ōsaka. Le nom "GIZA" est l'acronyme de Garage Indies Zapping Association. Le logo de l'entreprise fait référence aux pyramides de Gizeh (qui se prononce également Giza en japonais).

### Aujourd'hui
L'entreprise est actuellement dirigée par Toshinori Masuda (升田敏則, Masuda Toshinori) et a réalisé une vente de disques d'un montant de 23.8 millions d'euros (3.000.000.000¥) en 2006.

## Artistes affiliés

### Artistes actifs
- Aika Oono (大野愛果, Oono Aika?)
- Aiko Kitahara (北原愛子, Kitahara Aiko?)
- Akane Nakajima (中島紅音, Nakajima Akane?)
- Azumi Uehara (上原 あずみ, Uehara Azumi?)
- Chicago Poodle
- doa
- Emi Hayakawa (早川えみ, Hayakawa Emi?)
- GARNET CROW
- Gulliver Get
- Hiromi Haneda (羽田裕美, Haneda Hiromi?)
- Hikari Aoki (青紀ひかり, Aoki Hikari?)
- Miho Komatsu (小松未歩, Komatsu Miho?)
- Natsuki Morikawa (森川七月, Morikawa Natsuki?)
- Nilo Koizumi (小泉ニロ, Koizumi Niro?)
- Nori Shiraishi (白石乃梨, Shiraishi Nori?)
- Rina Aiuchi (愛内里菜, Aiuchi Rina?)
- Saasa (さぁさ, Saasa?)
- Sayo Kurihara (栗原小夜, Kurihara Sayo?)
- Shino Inagi (伊奈木紫乃, Inagi Shino?)
- YOKO Black. Stone
- Yuki Okazaki (岡崎雪, Okazaki Yuki?)

### Artistes actifs ayant changé de label
- Azusa (梓, Azusa?) partie chez Northern Music en 2007, un autre label du groupe Being
- Aya Kamiki (上木彩矢, Kamiki Aya?) partie chez avex trax en 2009
- Hazuki Morita (森田葉月, Morita Hazuki?)
- Mai Kuraki (倉木麻衣, Kuraki Mai?) partie chez Northern Music en 2007, un autre label du groupe Being
- Shizukusa Yumi (滴草由実, Yumi Shizukusa?) partie chez Zain Records en 2006 puis chez Northern Music en 2007, deux labels du groupe Being

### Artistes inactifs
- 4D-JAM inactif depuis 2002
- Ai Takaoka (高岡亜衣, Takaoka Ai?)
- Akane Sugazaki (菅崎茜, Sugazaki Akane?)
- Chika Yoshida (吉田知加, Yoshida Chika?)
- cocott
- Dear Resonance
- GRASS ARC.
- Hayami Kishimoto (岸本早未, Kishimoto Hayami?) inactive dans le milieu musical depuis 2008
- Hikari Yamaguchi (山口裕加里, Yamaguchi Hikari?)
- Jason Zodiac
- JEWELRY en coréen : 쥬얼리
- Kaori Hirata (平田香織, Hirata Kaori?)
- Les MAUVAIS GARÇONNES
- Mika Hase (長谷実果, Hase Mika?)
- Miki Matsuhashi (松橋未樹, Matsuhashi Miki?)
- Naifu
- New Cinema Tokage (New Cinema 蜥蜴, New Cinema Tokage?)
- nothin' but love
- OOM
- PINC INC
- Ramjet Pulley
- rumania montevideo
- U-ka saegusa IN db (三枝夕夏 IN db, Saegusa Yûka?)
- Saeka Uura (宇浦冴香, Uura Saeka?)
- Sayuri Iwata (岩田さゆり, Iwata Sayuri?)
- Shiori Takei (竹井詩織里, Takei Shiroi?)
- Soul Crusaders
- Sparkling Point (スパークリング☆ポイント, Supaakuringu Pointo?)
- Sweet Velvet
- the★tambourines
- WAG